# 花壇橋
花壇橋（かだんばし）は、江戸時代初期、17世紀前葉に仙台の広瀬川にかかっていた橋である。今の宮城県仙台市青葉区の花壇と川内追廻とを結んでいた。
仙台城の大手門に直結する仙台橋（大橋）からみると、花壇橋は数百メートル川下にあった。追廻は、仙台城本丸のある青葉山の麓で、広瀬川に面した東西に細長い地区である。花壇は広瀬川の屈曲部に三方をはさまれた東西に細長い地区で、東に地続きになっている。
花壇橋は伊達政宗の時代に架けられた。政宗は花壇に屋敷を作ってそこで過ごすことが多く、城との往復の便のために作ったらしい。 あるいはまた、大橋方面に迫る敵への横撃を可能にするためだったともいう。 長さ約200間（約360メートル）。いわゆる廊下橋で、屋根と壁が取り付けられ、通行が外から見えないようにされていた。
元和3年（1617年）4月10日の大水で大橋とともに流され、ともに架け替えられた。しかし、寛永14年 (1637年) 6月26日に大橋とともに流されたとき、大橋は架けなおされたが、花壇橋は復旧されなかった。泰平が続いて軍事の重要性が低下したこと、この頃仙台城に二の丸が造られて政治機能がそちらに移り、本丸の重要性が低下したことが原因であろう。